# スーパー白鳥
スーパー白鳥（スーパーはくちょう）および白鳥（はくちょう）は、東日本旅客鉄道（JR東日本）と北海道旅客鉄道（JR北海道）が、新青森駅 - 函館駅間を奥羽本線・津軽海峡線（津軽線・海峡線・江差線・函館本線）経由で運行していた特別急行列車である。
本項では、青森県と北海道を結んでいた列車の沿革についても併せて記載する。

## 概要
青森県と北海道を連絡する特急「白鳥」・「スーパー白鳥」は、2002年（平成14年）12月1日に東北新幹線が八戸駅まで開業したのを機に、八戸駅での東北新幹線との接続、及び津軽海峡線の快速「海峡」の置き換え目的で、八戸駅・青森駅 - 函館駅間で運転を開始した。
「海峡」は青函トンネルが開通した1988年（昭和63年）3月13日に運行を開始していたが、運行開始より15年が経過した時点では、専用客車である50系客車とED79形電気機関車の老朽化が進行していたこと（共に経年車の改造）、折り返しで発生する機回しなど、客車列車特有の作業の煩雑さや速達化の限界が問題となっており、これらの問題を抜本的に改善するため、東北新幹線の盛岡駅 - 八戸駅間の開業を機に「海峡」を廃止して、青函間直通の昼行旅客列車を全列車電車特急化することが決定された。従来運行されていた特急「はつかり」の分も含め、列車本数は従来分を確保することとし、「はつかり」と「海峡」で時間帯が接近している列車については統合した。
2010年（平成22年）12月4日、東北新幹線の新青森駅までの全通にあわせ、新青森駅で東北新幹線と接続する特急として新たに運行を開始した。
2016年（平成28年）春、北海道新幹線の新函館北斗駅までの開業にあわせ、同年3月21日を最後に運行を終了し、新幹線開業日である同年3月26日をもって廃止となった。
「白鳥」・「スーパー白鳥」の廃止に伴い、夜行列車の寝台特急「カシオペア」、急行「はまなす」を含めても本州と北海道を結ぶ特急列車や急行列車が全廃となった。

### 列車名の由来
列車名は北海道亀田郡七飯町の大沼に飛来する渡り鳥のハクチョウ（オオハクチョウないしはコハクチョウ）が由来とされており、新幹線「はやて」や八戸駅 - 青森駅・弘前駅間の特急「つがる」と共に一般公募により決定された。応募総数第1位は「海峡」、第2位は「つがる」で、「白鳥」は第11位だったが、「本州と北海道を結ぶ特急のイメージにふさわしい。」という理由で採用となった。「白鳥」と「スーパー白鳥」の列車名の違いは、使用車両の違いによるものである。「スーパー白鳥」および789系で代走した際の「白鳥」のヘッドマークには、駒ヶ岳をバックに大沼を飛ぶ白鳥の姿が描かれている。

## 運行概況

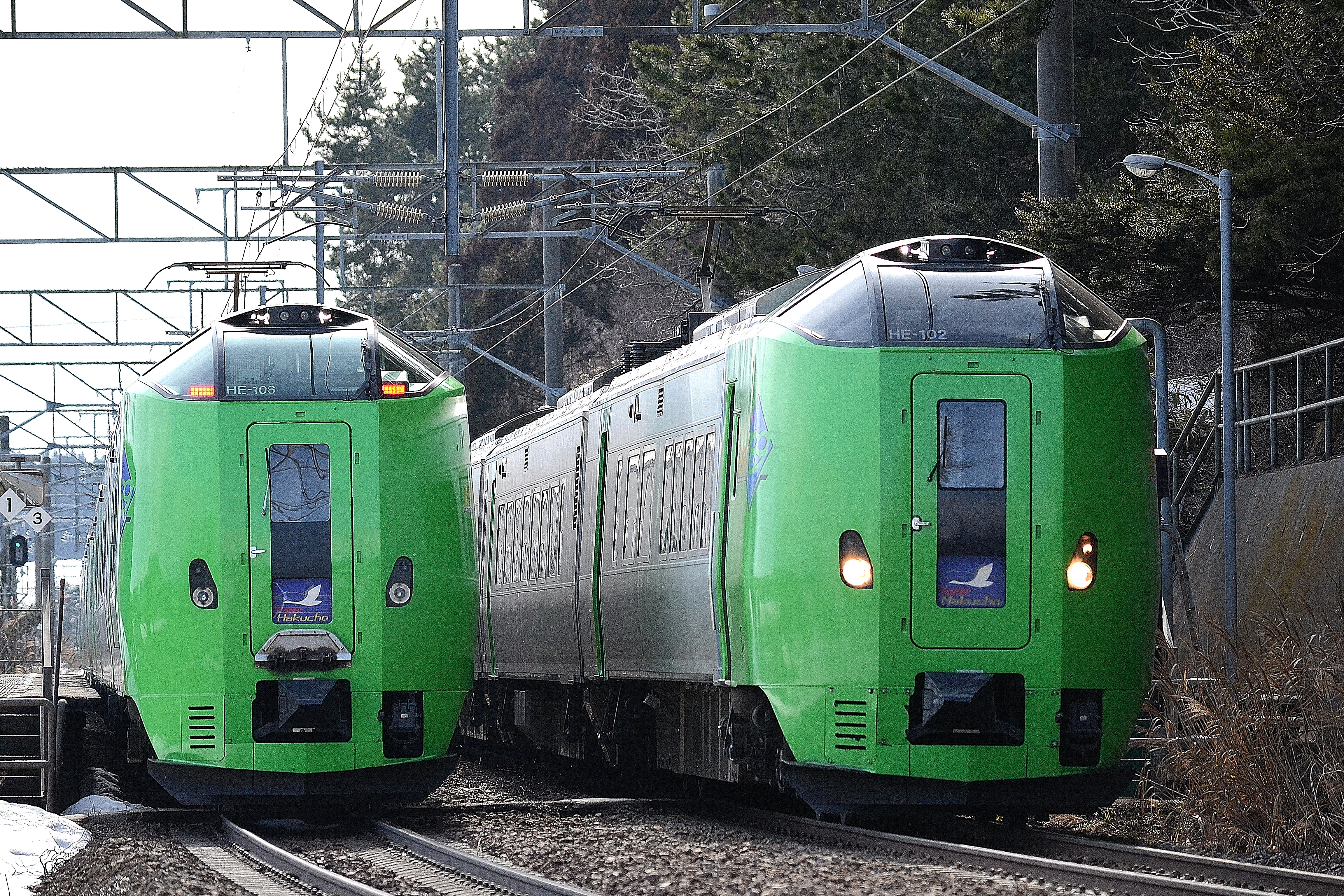
江差線または津軽線での交換可能な駅では、白鳥・スーパー白鳥同士の交換が行われる（江差線 釜谷駅）

廃止前までの運行概況は次の通り。定期列車は全列車が新青森駅 - 函館駅間で運転されており、「スーパー白鳥」が8往復、「白鳥」が2往復設定されている。ただし臨時列車の「白鳥」の内、午前の1往復は青森駅 - 函館駅間で運転されていた。
新青森駅で東北新幹線「はやぶさ」・「はやて」に接続するダイヤを組んでおり、号数も基本的に接続する「はやぶさ」・「はやて」に合わせていた。日中の列車は、函館駅で特急「北斗」・「スーパー北斗」に接続し、函館駅では対面乗り換え（函館駅5・6番のりばおよび7・8番のりば）が考慮されていた。
列車番号は号数+4000M。「スーパー白鳥」と「白鳥」の基本的な停車駅に差異はない。

### 停車駅
2002年12月1日 - 2010年12月3日の停車駅
八戸駅 - 三沢駅 - 野辺地駅 - （浅虫温泉駅） - 青森駅 - （蟹田駅） - （津軽今別駅） - （竜飛海底駅） - （知内駅） - 木古内駅 - （五稜郭駅） - 函館駅
- （ ）は一部の列車が停車。
  - 2006年（平成18年）3月17日までは、一部列車が吉岡海底駅にも停車していた。

2010年12月4日 - 2016年3月21日（運行最終日）までの停車駅
新青森駅 - 青森駅 - 蟹田駅 - 木古内駅 - （五稜郭駅） - 函館駅
- （ ）は一部の列車が停車。
  - 五稜郭駅は朝夕の4往復（下り93・21・25・27号／上り14・16・20・98号）のみ停車。
  - 2013年（平成25年）11月10日までは、一部列車が竜飛海底駅にも停車していた。
  - 2014年（平成26年）3月14日までは、一部列車が知内駅にも停車していた。
  - 2015年（平成27年）8月9日までは、定期列車の「白鳥」（下り93・17号／上り22・96号）のみ津軽今別駅にも停車していた。また、8名以上のグループで利用する場合、1か月前に申請すると通過する列車を同駅に臨時停車させることができた。

### 乗車制度の特例
特急列車を利用するには特急料金が必要だが、蟹田駅 - 木古内駅間は特例として乗車券だけで特急列車に乗車できた。この区間に普通列車が運行されていないためで、当該特例区間内の駅間での普通車自由席を利用した場合に限られる。特例区間内であっても指定席やグリーン車を利用した場合、自由席であっても特例区間外にまたがって乗車した場合は、実際に乗車した全区間の特急料金が必要となる。この特例は「青春18きっぷ」・「北海道&東日本パス」などの「普通列車に限って利用可能」という特別企画乗車券でも適用されていた。
また、新青森駅 - 青森駅間にも同様の特例が両駅相互間の普通車自由席に乗車する場合に限り適用される。この区間でも普通車指定席やグリーン車に乗車する場合や、新青森駅から青森駅を越えて津軽海峡線（津軽線）の函館方面の特急列車に通して乗車する場合には、新青森駅 - 青森駅間の特急券も必要となる。以前は「青春18きっぷ」「北海道&東日本パス」にはこの特例は適用されなかったが、2012年（平成24年）夏季より適用されるようになった。

### 車内販売
車内販売は全区間でJR東日本の関連会社である日本レストランエンタプライズ (NRE) 盛岡営業支店青森営業所が担当する。ただし、2014年（平成26年）4月1日から朝夕の「スーパー白鳥」2往復（下り25・27号／上り14・16号）では実施されていない。

## 使用車両・編成
「白鳥」はJR東日本青森車両センターに所属する485系電車の3000番台が、「スーパー白鳥」はJR北海道函館運輸所に所属する789系電車の0番台、増結用として785系電車の300番台が使用されていた。
グリーン車は函館・新青森駅方の1号車半室、自由席は2・3号車でそれ以外は指定席である。基本は6両編成で運転され、多客時には青森駅方に2両増結し8両編成となっていた。
785系電車は、2010年（平成24年）12月4日の東北新幹線全線開業日に使用が開始された。これは保留車となっていた2両を改造し、789系0番台の塗装に合わせたものである。「スーパー白鳥」増結時の7・8号車として、789系0番台に併結して運用されていた。
計画当初、JR北海道は自社運行分として781系電車を海峡線に転用する案も持っており実際に試運転も行われたが、20 km以上におよぶ連続勾配や高湿度など、青函トンネル内の過酷な走行条件と車両の更新修繕費を勘案した結果、JR北海道では新型車両を投入し、JR東日本は「はつかり」用車両を継続使用することになった。
運行開始当初は、JR東日本運行分が国鉄色の485系により運行される場合もあり、2001年（平成13年）3月2日まで大阪駅 - 青森駅間で運行されていた同名の特急「白鳥」のヘッドマークがそのまま掲出されていた。 また、ダイヤが乱れた時の代走で「白鳥」に789系が使用された際には「スーパー白鳥」と同デザインで「Super」のないヘッドマークが掲出されていた。
JR北海道運行分の789系は5両編成だったが、八戸駅 - 青森駅間の混雑が著しく特別企画乗車券で指定席の確保ができない乗客が自由席に流れ込み、自由席の混雑に拍車をかけていたことなどの理由から、2006年（平成18年）3月18日に中間車両を新造し485系と同じ6両編成になった。しかし2 - 5号車の座席種別はどちらの列車も同じであるものの、グリーン車の位置が「スーパー白鳥」は1号車・「白鳥」は6号車と異なっていたため、2010年12月4日のダイヤ改正で「白鳥」の方向転換を行って統一を図った。
なお、新青森駅 - 青森駅の1駅間だけ奥羽本線に乗り入れる関係で、青森駅で列車の進行方向が変わる。2002年（平成14年）12月1日から2010年（平成22年）12月3日までの八戸駅発着で運行されていた列車でも、八戸駅 - 青森駅間で東北本線（現在の青い森鉄道線）に乗り入れていた関係で、青森駅で列車の進行方向が変わっていた。
789系の座席テーブル裏（テーブル収納時の表面）には、青函トンネル出入りの時刻とトンネル最深部の通過時刻が掲出されていた。

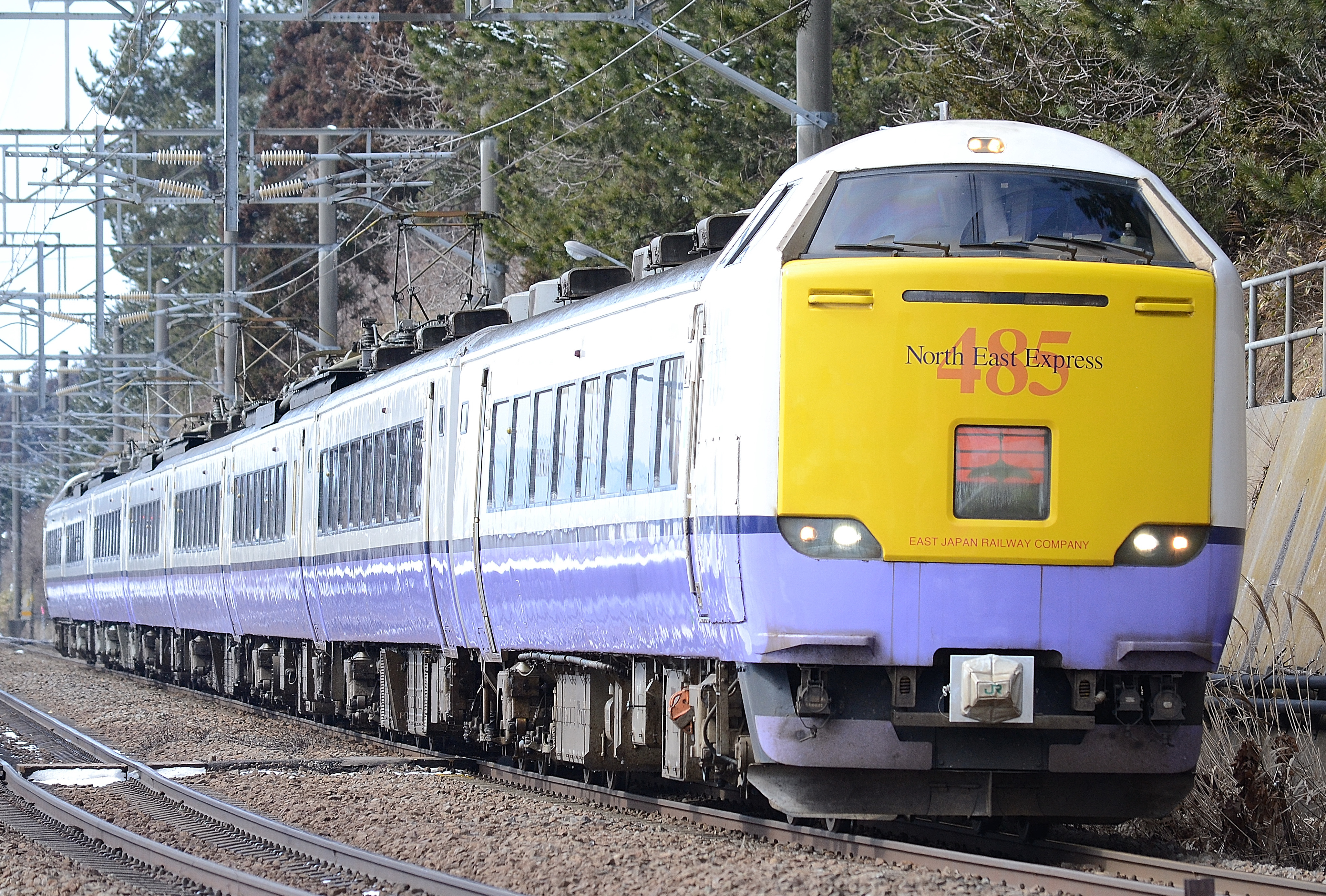
JR東日本485系3000番台による「白鳥」
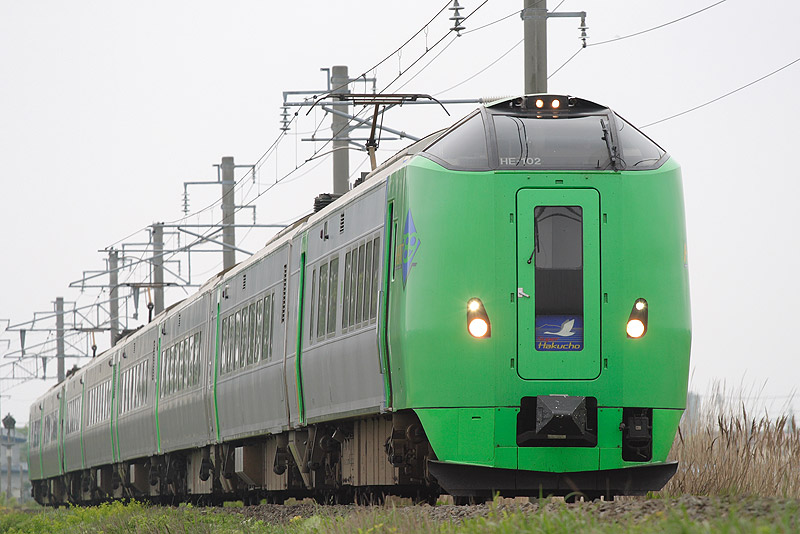
JR北海道789系0番台による「スーパー白鳥」
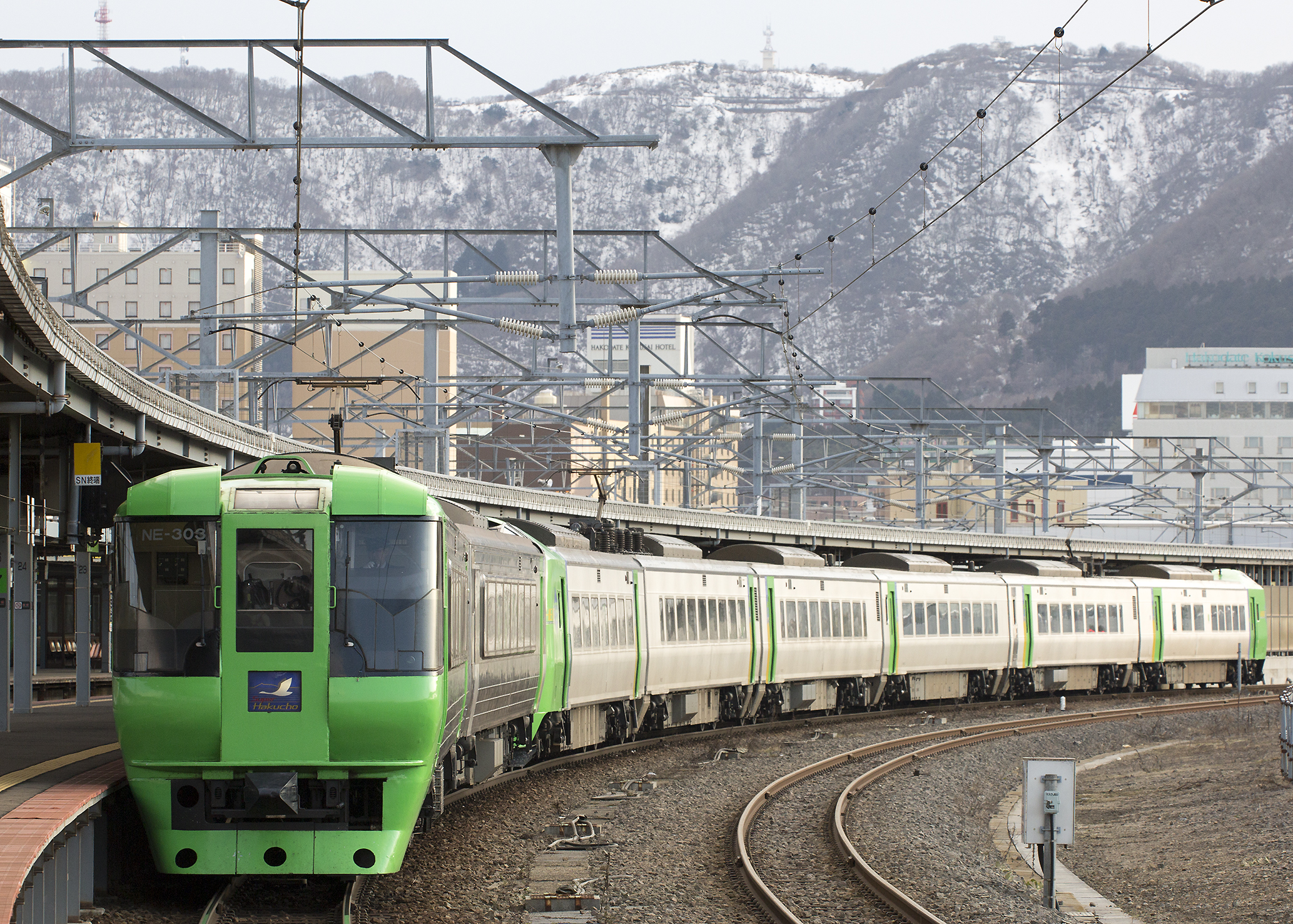
JR北海道 785系300番台+789系0番台による「スーパー白鳥」

## 臨時列車

### ドラえもん海底列車

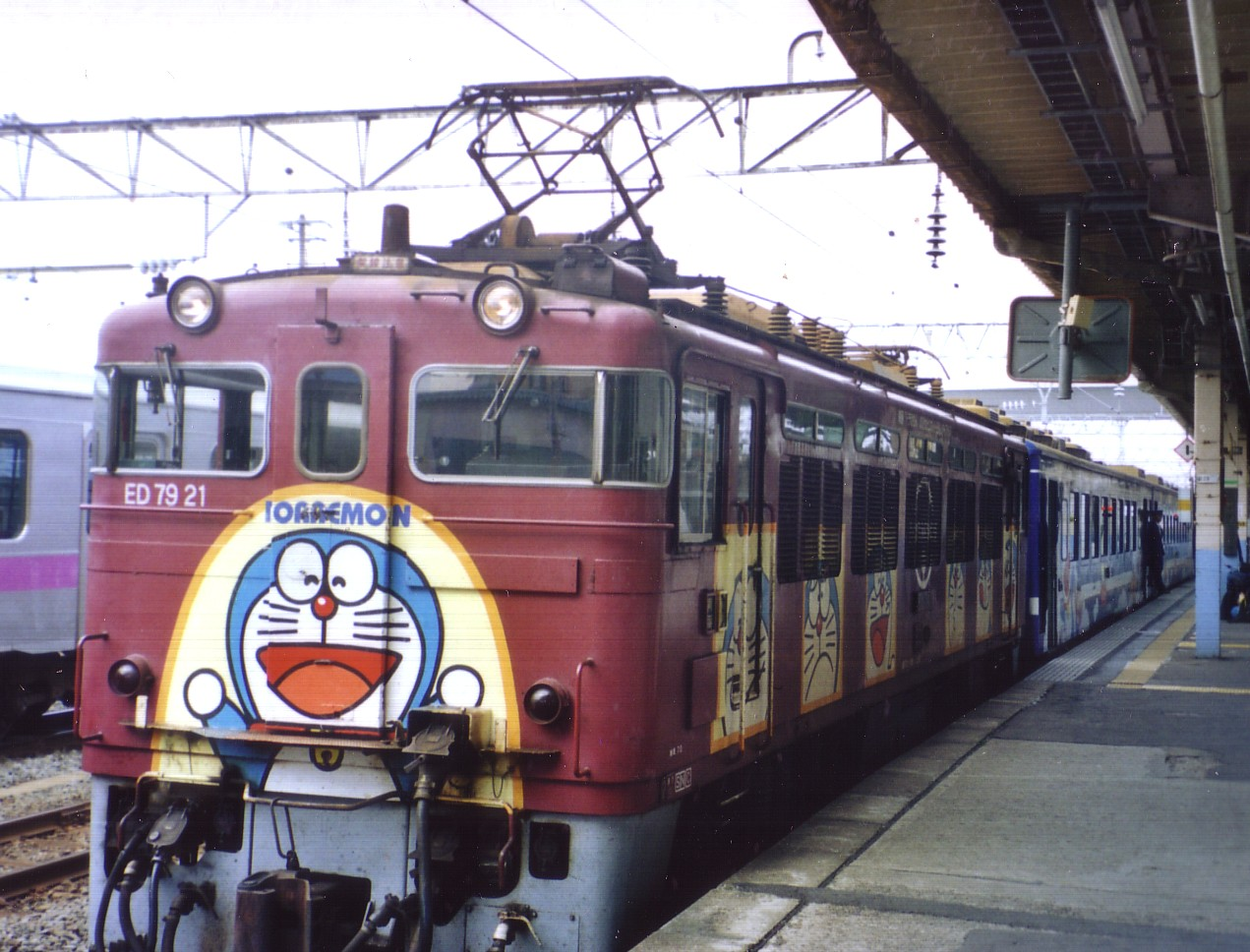
「ドラえもん海底列車」用塗装変更機

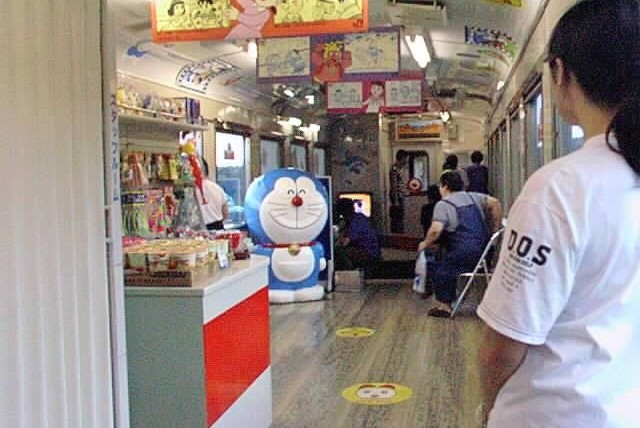
「ドラえもん海底列車」車内

海峡線の吉岡海底駅では、1998年（平成10年）3月1日から藤子・F・不二雄の漫画・アニメ『ドラえもん』とのタイアップ企画「ドラえもん海底ワールド」が実施され、これに合わせて、列車の内外装に「ドラえもん」に登場するキャラクターなどが描かれた編成が使用されることがあった。
快速「海峡」が運行されていた時期には「海峡」用の客車（50系客車および14系客車）の一部にシール・ステッカーを貼り付けるなどして運転していたが、「海峡」廃止後の2003年（平成15年）7月19日からは781系を改造した「ドラえもん海底列車」（ドラえもんかいていれっしゃ）が臨時特急として運転された。2006年（平成18年）3月18日に北海道新幹線工事のため、吉岡海底駅見学コースは休止され、「ドラえもん海底列車」も同年8月27日を最後に運転終了となった。
「ドラえもん海底列車」は6両編成で、藤子プロの特別監修により、それぞれにドラえもんのキャラクターやひみつ道具をテーマにしたラッピングが施されたほか、客室の座席ヘッドカバーもドラえもんがデザインされた専用のものに変更された。キャラクターデザインは1979年のテレビアニメに準じていた。また、4号車は「ドラえもんカー」として、カーペット敷きのフリースペースに改装され、ドラえもん映画ダイジェストのビデオ放映も実施された。また、「海峡」時代と同様にドラえもんとのび太による車内放送も実施されたが、2005年（平成17年）に行われたテレビアニメのリニューアルに伴い、声優が大山のぶ代・小原乃梨子から水田わさび・大原めぐみに交代した。
| 号車  | 車両        | デザイン           | 備考               |
| ----- | ----------- | ------------------ | ------------------ |
| 1号車 | クハ780-7   | タケコプター       |                    |
| 2号車 | モハ781-5   | 植物歩かせえき     |                    |
| 3号車 | サハ780-5   | ジャック豆         |                    |
| 4号車 | モハ781-14  | 空気クレヨン       | 「ドラえもんカー」 |
| 5号車 | サハ780-14  | ウマタケ           |                    |
| 6号車 | クモハ781-7 | ムードもりあげ楽団 |                    |

往復乗車が原則であり、吉岡海底行きは吉岡海底駅のみで降車、函館行きは吉岡海底駅のみで乗車可能であった。吉岡海底駅では車両を留置することも折り返すこともできないため、蟹田駅 - 吉岡海底駅間を回送して運転し、蟹田駅で折り返していた。また、多客期には1往復が増発された（号数は往路・復路ともに82号）。
全車指定席で定員制のため、乗車券のほかに指定席特急券・海底駅見学整理券が必要で、整理券はJR北海道管内のみどりの窓口、「ツインクルプラザ」（本州に所在する「JR北海道プラザ」を含む）、もしくは道内の旅行会社で発売していた。ただし、仙台駅・盛岡駅・秋田駅・青森駅・弘前駅・八戸駅 - 本八戸駅間・三沢駅を発駅とする「函館・大沼フリーきっぷ」を併用して利用する時に限り、JR東日本の発売箇所で海底駅見学整理券を発行していた。
函館近郊からは海底駅見学整理券がセットになった「吉岡海底駅往復きっぷ」が発売されており、「ドラえもん海底列車」乗車の時に限り指定席が利用できた。「吉岡海底駅では安全上の理由から2号車と4号車のドアのみ開く」とアナウンスがあるが、実際はすべての車両のドアが開いた。ただし乗降は2・4号車のみであり、その他の乗降ドアにはロープを張ることにより使用を制限していた。
停車駅
吉岡海底駅 - 木古内駅 - 五稜郭駅 - 函館駅

### さくらエクスプレス
弘前さくらまつりの開催時期に合わせて弘前駅 - 函館駅間で運行された臨時列車。2000年（平成12年）から毎年運転されていたが、2011年（平成23年）からは函館駅 - 札幌駅間を中心に「道南さくらエクスプレス」が運転されることになり、本列車は設定されなくなった。
2000年（平成12年）度はキハ183系気動車を改造したお座敷車両（6000番台）だったが、翌年からノースレインボーエクスプレスとなった。この際、青函トンネル内では気動車は火災対策上自走することが禁止されているため、青森駅 - 函館駅間はED79形電気機関車に牽引されて運転されている。そのため、列車番号上は青森駅 - 函館駅間は客車列車扱いとなり、気動車を表す「D」のアルファベットは付加しない。
青森駅 - 函館駅間では、車内で映画を上映ほかオーディオサービスを実施していた。
停車駅
弘前駅 - 青森駅 - 木古内駅 - 五稜郭駅 - 函館駅
運行開始当初は上磯駅にも停車していた。

### ねぶたエクスプレス
青森ねぶたに合わせて青森駅 - 函館駅間で運行される臨時特急列車で、2005年（平成17年）から運行されていた。
2006年（平成18年）までは「ドラえもん海底列車」に使用される781系電車6両編成を使用して全車指定席・全車禁煙車として運転されていた。2007年（平成19年）以降は下り（青森発函館行）のみの設定となり、789系6両編成での運転となった。2015年（平成27年）は同年に発生した青函トンネル内の発煙事故の影響で使用車両を確保できず、運行されなかったため、2014年（平成26年）の運行を最後に事実上廃止された。
停車駅（2005年・2006年実績）
青森駅 → 木古内駅 → 五稜郭駅 → 函館駅
※ 2005年（平成17年）・2006年（平成18年）は上磯駅にも停車していた。

### ハーバー函館
JR東日本秋田支社が主体となって運転された臨時列車。運転当初は急行「ハーバー函館」（2003年（平成15年）は特急）でのちに「ハーバーレインボー」に改称し、その後、特急「ハーバーレインボー」になった。なお、「ハーバーレインボー」時代に1往復だけ大館 - 洞爺間で運転されたことがある。また夏祭りシーズンは「夏祭りエクスプレス」として運転されたこともあった。車両はJR北海道のキハ183系5200番台「ノースレインボーエクスプレス」を使用していた。その後、特急「ハーバー函館」を数回運転したが、この時はJR東日本青森運転所（当時）の485系1000番台6両編成で運転された。
ダイヤは基本的に秋田発土曜日朝、函館発日曜日の昼であったが、秋田発金曜日の晩発で函館着土曜日の朝着だったこともあった。

## 青森県対北海道連絡列車沿革

### 津軽海峡線開業後

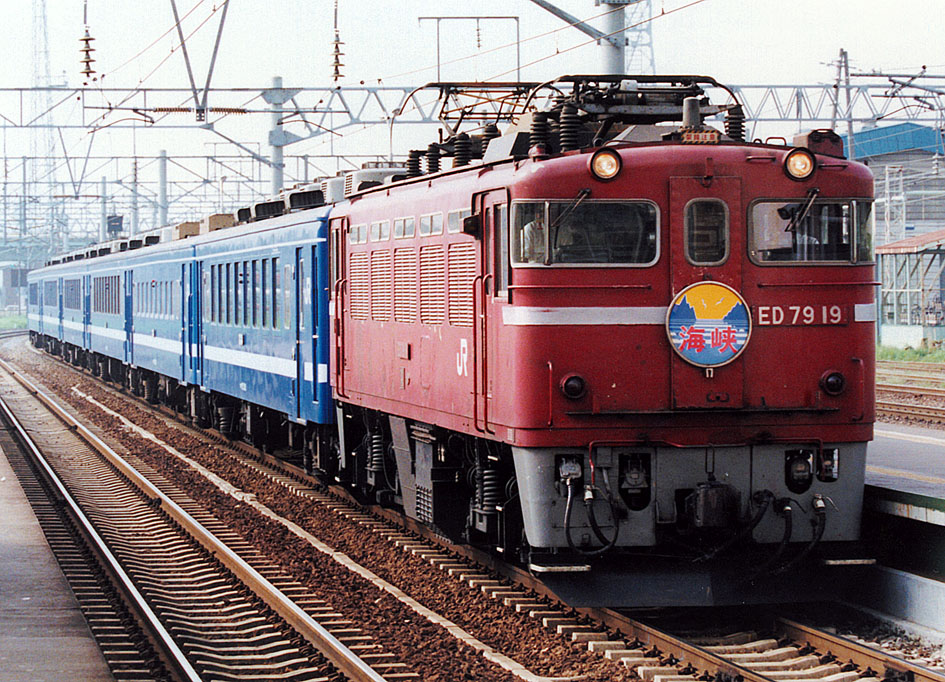
ヘッドマークを掲出した牽引機ED79形

- 1988年（昭和63年）3月13日：海峡線（青函トンネル）が開業。青函連絡船代替および津軽海峡線内の地域輸送列車として青森駅 - 函館駅間を運行する客車快速列車「海峡」が運行開始[2]。東北新幹線に接続して盛岡駅 - 青森駅間を運行していた485系電車によるエル特急「はつかり」のうち2往復が函館駅まで延長[4]。
- 1995年（平成7年）3月1日：「海峡」1往復を毎日運行ながら季節列車化。また、このころまでに、5両編成での運転が主体となる。
- 1996年（平成8年）3月30日：「はつかり」にリニューアル工事を施した485系3000番台の使用を開始。
- 1997年（平成9年）3月22日：「海峡」の1往復（旧4・13号）を「はつかり」に格上げし、「海峡」は季節列車を含めて7往復に減少。また、この時青森発の「海峡」1号を「はつかり」41号に、函館駅で夜行快速「ミッドナイト」に接続する列車を「はつかり」21号から「海峡」13号に立て替えるなど、ほぼ2002年（平成14年）11月30日までダイヤ自体は踏襲される。この改正で1・14号の1往復が臨時列車に格下げ。これ以降「海峡」の地位は単なる青函間連絡列車という地位に甘んじる結果となる。てこ入れの一環として、50系客車「海峡」の一部列車にカラオケ個室を設けた車両を設置（末期は非連結）。
  - 津軽海峡線の開業当初にあった「青函トンネルブーム」は数年で収束し、以後の利用者は年々減少傾向にあった。
- 1998年（平成10年）3月1日：津軽海峡線開業10年を記念してアニメ『ドラえもん』とのタイアップ企画を実施し、快速「海峡」が「ドラえもん海底列車」として運行開始[記事 1]。以後2002年まで毎年継続。客車の車体内外部には、年度ごとにデザインの異なるシール・ステッカーが貼り付けられ、2000年からは牽引する機関車にもステッカーが貼り付けられた。
- 2000年（平成12年）3月11日：E751系電車導入に伴い、特急「はつかり」14往復のうち7往復を「スーパーはつかり」に変更[資料 31][資料 32]。また、「はつかり」のエル特急指定を解除。
- 2001年（平成13年）9月26日：JR北海道が、快速「海峡」に代わる新型特急電車を八戸駅 - 函館駅間に導入すると発表[資料 3]。
- 2002年（平成14年）5月14日：八戸駅 - 函館駅間の特急列車の運転開始日と、愛称が「白鳥」に決定したことを発表[資料 14][資料 33][資料 15]。

### 東北新幹線八戸開業後
- 2002年（平成14年）12月1日：東北新幹線盛岡駅 - 八戸駅間開業に伴い、次のように変更[資料 1][資料 2]。
  - 快速「海峡」が廃止[2]。これにより、JRにおける客車を使用した定期普通列車が消滅した。
  - 特急「はつかり」・「スーパーはつかり」が廃止[4][5]。
  - 東北新幹線「はやて」、特急「つがる」・「白鳥」・「スーパー白鳥」が運行開始[1]。
- 2003年（平成15年）7月19日：快速「海峡」に代わる「ドラえもん海底ワールド」アクセス列車として、函館駅 - 吉岡海底駅間の臨時特急「ドラえもん海底列車」が運行開始[資料 24]。
- 2004年（平成16年）
  - 3月13日：臨時「白鳥」71号が木古内駅に停車するようになる[資料 34]。
  - 10月16日：「白鳥」・「スーパー白鳥」の三沢駅・野辺地駅・蟹田駅への停車を拡大。「白鳥」・「スーパー白鳥」全列車が三沢駅・野辺地駅に停車するようになる[資料 35]。
- 2006年（平成18年）
  - 3月18日：ダイヤ改正により、次のように変更[資料 16][資料 22]。
    - 寝台特急「日本海」1・4号の青森駅 - 函館駅間が廃止。これに伴い、「白鳥」・「スーパー白鳥」を青森駅 - 函館駅間で合計1往復増発、「白鳥」1往復を「スーパー白鳥」に変更。
    - 特急「スーパー白鳥」が5両編成から6両編成になる。
    - 特急「スーパー白鳥」24号（改正前の特急「白鳥」24号）が木古内駅に停車するようになる。
    - 特急「白鳥」・「スーパー白鳥」の吉岡海底駅への停車を終了。

  - 8月28日：臨時特急「ドラえもん海底列車」運転終了[資料 25]。これにより、吉岡海底駅にはすべての列車が停車しなくなる。
- 2007年（平成19年）3月18日：特急「白鳥」・「スーパー白鳥」が全車両禁煙になる[資料 36]。
- 2008年（平成20年）3月15日：「白鳥」3号を木古内駅に停車拡大。「白鳥」・「スーパー白鳥」全列車が木古内駅に停車するようになる[資料 37]。
- 2010年（平成22年）5月11日：同年12月4日から、「白鳥」・「スーパー白鳥」の運行区間を新青森駅 - 函館間に変更することを発表[資料 38]。

### 東北新幹線全線開業後
- 2010年（平成22年）12月4日：東北新幹線の全線開業に伴い、運行区間が新青森駅 - 函館駅間に変更。蟹田駅が全列車停車駅となる[1][資料 4][資料 5][資料 6][資料 7]。
- 2012年（平成24年）5月13日・14日：「スーパー白鳥95号」と「白鳥96号」が、弘前駅 - 新青森駅間で延長運転を実施[資料 39]。なお、この年から2014年（平成26年）[注釈 7]まで、春の大型連休期間は、該当の列車が弘前までの延長運転を実施[注釈 8]。
- 2013年（平成25年）
  - 3月16日：ダイヤ改正に伴い、一部列車の運行時刻を変更[資料 40]。
    - このダイヤ改正で、「はやて」の一部が「はやぶさ」に置き換えられ、号数の欠番が多数発生したため、2014年3月まで「スーパー白鳥」・「白鳥」の号数が接続する「はやぶさ」・「はやて」と合致しない状態が続いていた。

  - 11月10日：この日をもって、竜飛海底駅への停車を終了[資料 17][記事 3]。
- 2014年（平成26年）
  - 3月15日：知内駅の営業終了に伴い[資料 17]、知内駅への停車を終了[資料 18]。
  - 4月1日：特急「スーパー白鳥」2往復（下り25・27号／上り14・16号）での車内販売、「スーパー白鳥」全上り列車のグリーン車サービスを廃止[資料 21]。
- 2015年（平成27年）
  - 4月3日：青函トンネル内を走行中の特急「スーパー白鳥34号」の車両から白煙が発生し停車。乗客が史上初めて青函トンネルから避難[資料 41]。
  - 8月10日：北海道新幹線関連工事に伴い、同日限りで津軽今別駅が全列車通過扱いとなり[資料 19][記事 4]、同駅への停車を終了[記事 5]。
  - 9月16日：津軽海峡線の特急・急行列車の廃止日が2016年（平成28年）3月26日に決定[資料 10][資料 11]。
- 2016年（平成28年）
  - 1月1日：北海道新幹線の開業準備に伴い、特急「白鳥」・「スーパー白鳥」を全区間運休。新青森駅 - 青森駅間は普通列車による代行輸送を実施[資料 42][資料 43][資料 44]。
  - 3月21日：同日をもって特急「白鳥」・「スーパー白鳥」の運行を終了[資料 8][資料 9]。
  - 3月22日 - 25日：北海道新幹線の開業準備に伴い、特急「白鳥」・「スーパー白鳥」を全区間運休。新青森駅 - 青森駅間は普通列車による代行輸送を実施[資料 8][資料 9]。
  - 3月26日：北海道新幹線の新青森駅 - 新函館北斗駅間開業に伴い、特急「白鳥」・「スーパー白鳥」廃止[資料 12][資料 13]。